# تکیه کبریاکلا
تکیه کبریا کلا مربوط به دوره قاجار است و در شهرستان بابل، بخش بابل کنار، روستای کبریا کلا واقع شده و این اثر در تاریخ ۲۴ اسفند ۱۳۸۳ با شمارهٔ ثبت ۱۱۵۲۶ به‌عنوان یکی از آثار ملی ایران به ثبت رسیده است.